# 光散乱
光散乱（ひかりさんらん）とは、光を物質に入射させた時、これを吸収すると同時に光を四方八方に放出する現象をいう。

## 光散乱の原理

### 古典論による説明
光散乱は光の反射と同じく、入射光によって誘起された電気双極子の振動から2次波が放出されることによるものである。たとえば原子に光が入射すると、電気双極子の振動が誘起され、それから2次波が放出されるが、多くの原子がまばらに、しかもランダムに分布していれば、これからの2次波を任意の方向で観測した場合に、その強度は各原子からの2次波の強度の和になり、これは一般に0にならない。これが光散乱である。
これに対して原子が密にあり、その密度が一様であるときには、各原子からの2次波は互いに干渉して特定の方向以外では強度が0になる。干渉の結果で消えない2次波は反射波となり、また入射波と干渉して屈折波ができる。このように光散乱は一般に物質が均一でないことに起因するものであり、これには物質表面が一様でなく、そこでも反射光がいろいろな方向に広がる乱反射も含まれるが、ここでは表面の効果は無視して、物質の内部で起こる光散乱について考える。

### 量子論による説明
量子論による扱いでは、光散乱は光と物質の相互作用によって起こる2光子過程の遷移である。
定常的な光散乱の基本公式は、クラマース・ハイゼンベルグの分散式(K-H分散式)と呼ばれる。また断熱近似とPlaczek近似により、K-H分散式は分子の分極率テンソルで近似的に表わされる。
光の弾性散乱には分極率の平均値が寄与し、これをレイリー散乱という。一方、光の非弾性散乱には分極率のゆらぎが寄与し、これをラマン散乱という。

## いろいろな光散乱
微粒子による散乱

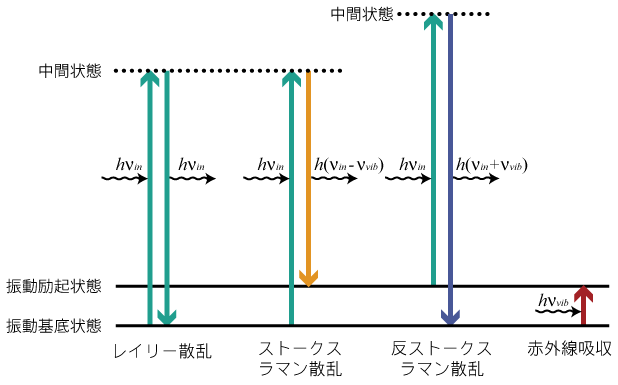
ラマン散乱過程とレイリー散乱

- レイリー散乱（光の波長よりも小さい粒子による弾性散乱）
- ミー散乱（光の波長よりも大きい粒子による散乱）

電子による散乱
- トムソン散乱（電子による長波長光の弾性散乱）
- コンプトン散乱（電子による短波長光の非弾性散乱）

フォノンなどによる散乱
- ブリュアン散乱（音波や音響フォノンによる非弾性散乱）
- ラマン散乱（光学フォノンによる非弾性散乱）
実験でフォノンバンドやフォノン状態密度が求まる。

### 光散乱現象の例
- 空が青いのは、太陽光が大気中の空気分子とレイリー散乱するところが大きい。
- 雲が白いのは多重散乱＋ミー散乱による。
- 牛乳にはレイリー散乱を起こすタンパク質カゼインのミセル(20-150 ナノメートル程度)およびミー散乱を起こす脂肪球(直径1-100 マイクロメートル程度)が存在する。脂肪分の多い生クリームは脂肪球のミー散乱により白く見える。無脂肪牛乳はレイリー散乱により青みがかっているが、多重散乱により白く見える。
- チンダル現象は、コロイドによる光の散乱である。レイリーやミーによって理論的に研究された。散乱された光を調べることでコロイドの分子量、大きさなどを求めることができる。

## 応用例
動的光散乱法
溶液中の高分子や懸濁液中のコロイド粒子など、主にnmスケールの粒子の粒径分布を測定する手法である。測定対象にレーザーを照射し、レイリー散乱による散乱光を観測する。干渉による散乱強度のゆらぎを利用する。
マイクロ波レーダー
雨粒や雪などを観測する気象レーダーに利用される。パルス状のセンチメートル波を放射し、レイリー散乱による散乱光を観測する。放射から観測までの時間差を利用する。
ラマン分光法
結晶や溶液中の分子の振動モードやその他の物性を測定する手法である。測定対象にレーザーを照射し、ラマン散乱による散乱光を観測する。入射光と散乱光の波長の差を利用する。
マイクロ波散乱計
海面の波浪など、大きなスケールの観測対象にマイクロ波をパルス状に照射して反射して来たマイクロ波を受信する事で対象の状態を計測する。